# Hōjō Nakatoki
Hōjō Nakatoki (北條仲時, 1306, Banba, mort le 9 mai 1333),, est le seizième et dernier kitakata Rokuhara Tandai (chef de la sécurité intérieure de Kyoto) de 1330 à 1333.
En 1333, Ashikaga Takauji se révolte contre la domination du clan Hōjō et attaque la ville de Kyoto. Les deux chefs du Rokuhara Tandai, Hōjō Nakatomi et Hōjō Tokimasu, fuient vers l'est, mais sont capturés dans la province d'Omi. Nakatoki et 432 hommes se suicident au temple de Rengeji à Banba.
Cette même année, le clan Hōjō est défait au siège de Kamakura. Norisada se suicide le 4 juillet.

## Source de la traduction
- (nl) Cet article est partiellement ou en totalité issu de l’article de Wikipédia en néerlandais intitulé « Hojo Nakatoki » (voir la liste des auteurs).